# Psihologija
Psihologija (starogrško psychē - duša in logos - beseda, govor) je veda, ki znanstveno proučuje duševne procese, vedenje in osebnost, torej psihološke procese pri človeku.
Psihološke procese živali raziskuje etologija, njihovo povezavo s procesi pri človeku pa primerjalna in evolucijska psihologija. 
Znanstvene psihološke teorije se deloma prekrivajo s sorodnimi znanstvenimi disciplinami, tako naravoslovnimi (glej fizika, psihofizika; biologija, evolucijska psihologija) kot tudi družboslovnimi (glej sociologija, socialna psihologija). 
Znanstvena psihologija večinoma sloni na filozofiji znanstvenega raziskovanja, ki izhaja iz pozitivizma, zato k raziskovanju najpogostjeje pristopa s pomočjo raziskovalnih metod empiričnega preverjanja preverljivih hipotez, pogosto v obliki eksperimenta, ter za evalvacijo rezultatov uporablja kvantitativne metode po zgledu naravoslovnih disciplin. 
Kljub temu pa se v znanstveni psihologiji uporablja tudi kvalitativne metode. Redki, predvsem humanistični psihologi, na svojem raziskovalnem področju povsem dvomijo v veljavnost (uporabnost) rezultatov kvantitativnih metod. Psihologiji tudi ni treba nujno temeljiti na fizioloških pojmih možgani in živčni sistem, zato, da bi bila znanstvena, saj lahko temelji tudi na fenomenologiji ali na teoriji procesiranja informacij. Se pa dognanja o delovanju možganov, ki jih prinašajo nove raziskovalne možnosti, na primer, uporaba funkcionalne magnetne resonance, vedno bolj vključujejo v psihološko teorijo in prakso. 
Psihologija se deloma razlikuje od družboslovnih disciplin (sociologije, antropologije, ekonomije in politologije), saj raziskuje procese, ki potekajo v posamezniku (samem ali v kontekstu skupine), ne pa prvenstveno delovanja samih skupin in agregatov. 
Čeprav so psihološka vprašanja znana že iz antične dobe tako v zahodnocivilizacijskem krogu (glej Aristotelova dela) kot v daljnovzhodnocivilizacijskem (glej budistična psihologija), pa se je psihologija kot samostojna disciplina vzpostavila pozno v primerjavi s filozofijo, pravom, medicino in teologijo, saj se je za psihologa razglasil prvi šele Wilhelm Wundt, ki je leta 1879 odprl svoj psihološki laboratorij.

## Začetki psihologije
Kot začetek samostojne znanstvene discipline psihologije velja konec sedemdesetih let 19. stoletja, saj se leto 1879 navaja kot njeno rojstno leto, ker je takrat Wilhelm Wundt osnoval prvi laboratorij posvečen izključno psihološkim raziskavam (v nemškem mestu Leipzig). 
Med zgodnje psihologe običajno štejemo tudi imena kot so William James (analiza jaza), Hermann Ebbinghaus (začetnik raziskav o spominu), Ivan Pavlov ('odkritelj' pogojnega refleksa, pravzaprav fiziolog), ter Sigmund Freud (začetnik psihoanalize).

## Glavne psihološke smeri v 19. in 20. stoletju
Različne psihološke šole so se zavzemale za različne modele človekove psihe, ki naj bi pojasnili psihološke procese. Popularnost posameznih pristopov je skozi čas rasla in usihala. Posamezni psihologi se imajo za pripadnike določene smeri in zavračajo druge, večina pa sprejema različne smeri kot veljavne za posamezna področja in ne nujno medsebojno izključujoče se.
- Strukturalizem
- Funkcionalizem
- Behaviorizem (glej tudi radikalni behaviorizem)
- Psihoanaliza
- Geštaltna psihologija
- Kognitivizem (psihologija)
- Humanistična psihologija in fenomenologija

## Sodobna psihologija
Velika večina sodobne psihologije temelji na konceptih iz kognitivne psihologije, čeprav svoje mesto še vedno najdejo tudi ostali pristopi. To pomeni, da je še vedno možno specializirati iz področja, kjer kognitivna psihologija nima prav velike uporabnosti.
Psiholog običajno poskuša izmeriti ali testirati pri posameznikih različne predpostavke glede psihološkega funkcioniranja, s pomočjo psihometričnih in statističnih metod, med katerimi so že izdelani standardizirani testi pa tudi testi izdelani posebej za specifične situacije.
Psihologi, ki so zaposleni kot raziskovalci in profesorji na raziskovalnih inštitutih in univerzah, se lahko posvečajo temeljnemu raziskovanju, aplikativnemu raziskovanju, ostali pa bolj ali manj neposredni uporabi izsledkov v praksi. 
Sodobna psihologija je široko področje in vsebuje različne pristope, se ukvarja z različnimi temami, in najde uporabo na različnih predmetnih področjih. Kjer so potrebna dodatna specialistična znanja (predvsem pri praktičnih znanjih in veščinah), obstajajo različna ožja poklicna združenja, ki postavljajo merila in zahteve za dosego licenc za poklicno delo na določenem področju, in nadzorna telesa, ki jih lahko odvzamejo v primeru njihovega grobega kršenja. Splošneje obstajajo merila za pridobitev univerzitetnega naziva iz psihologije, ki običajno – sicer različno od države do države – smatrajo kot temeljna spodaj našteta področja psihologije. 

## Discipline in področja psihologije
- obča psihologija / diferencialna psihologija
- eksperimentalna psihologija
  - psihološka metodologija
    - psihometrija
      - inteligenčni testi
- kognitivna psihologija
  - psihologija zaznavanja/čutov (psihofizika) 
    - psihologija barv

  - spomin
  - učenje
  - sinestezija
- psihofizika
- nevropsihologija
- biopsihologija (vedenjska nevroznanost)
- evolucijska psihologija
- klinična psihologija
  - psihodiagnostika
    - psihometrija (psihološko testiranje)
    - (grafologija)

  - psihohigiena
  - (psihopatologija)
  - psihoterapija
- razvojna psihologija
  - psihologija odraščanja, psihologija otroštva, adolescence/mladostništva in odraslosti
- psihologija učenja
- pedagoška psihologija
  - psihologija pouka/didaktična psihologija
- forenzična psihologija
  - pravna psihologija
  - kriminološka /kriminalistična psihologija
    - (grafologija)

  - policijska psihologija
  - penološka (kaznovalna) psihologija; psihologija zaporov
- psihologija dela (organizacijska psihologija, tudi kadrovsko-menedžerska in industrijska psihologija)
- psihologija osebnosti
- psihologija motivacije
- psihologija kazni/kaznovanja
- psihologija ustvarjalnosti
  - psihologija umetnosti (literature, vizualne/likovne umetnosti, glasbe, dramatike/gledališča, filma...)
  - psihologija znanosti in inovacij
- psihologija emocij (čustev)
- psihologija družine in sorodstva
  - psihologija socialnega dela
- socialna psihologija
  - skupinska psihologija
  - psihologija množic
  - psihologija izrednih razmer/dogodkov, naravnih... nesreč...
  - psihologija socialnega dela
  - psihologija nasilja, konfliktov...
- politična psihologija
- prometna psihologija
- zdravstvena psihologija (psihologija zdravja)
  - rehabilitacijska psihologija
  - psihosomatika
- okoljska psihologija
- psihologija vsakdanjega življenja
- psihologija prostega časa, zabave...
- psihologija subjektivnega blagostanja
- psihologija spola in spolnosti
- psihologija spremenjenih stanj zavesti (spanje, alkohol, droge...)
- psihologija zasvojenosti (kemične ali nekemične), psihologija odvisnosti
- psiholingvistika
- psihologija komuniciranja in medosebnih odnosov
  - psihologija trženja
  - psihologija pogajanj in diplomacije
  - psihologija ljubezni, partnerstva, navezanosti...
- ekonomska psihologija (vedenjska ekonomija; psihologija potrošništva)
- psihologija migracij
- turistična psihologija
- psihologija športa (in rekreacije)
- vojaška psihologija
  - psihologija vojne
- psihologija vrednot
- psihologija prepričanja (verjetja), stališča, socialna kognicija in reprezentacija
- psihologija religije
  - pastoralna psihologija
- psihologija časa
- psihologija staranja
- psihologija smrti
- parapsihologija

## Znanstveno spoznavanje
Temelj psihologije je tudi znanstveno spoznavanje psihologije. Koraki znanstvenega spoznavanja so:
1. Opazovanje (odpiranje problemov z opazovanjem)
2. Razvijanje teorije (postavljanje možnih odgovorov)
3. Postavljanje hipotez (napovedi in predvidevanja)
4. Načrtovanje in izvedba raziskav
5. Vrednotenje teorije

## Pomembnejše teme v psihologiji
Čeprav sodobna psihologija proučuje zelo široko polje tem, pa zavzemajo nekatera področja zaradi lažje dostopnosti, pomembnosti, ki jim jo pripisujemo ljudje, ali preprosto njihove večje priljubljenosti, več prostora v psiholoških člankih, knjigah, učbenikih, študijskih predmetnikih, imajo več konferenc, kongresov na njihovo temo ter več združenj in organizacij. Tematike v psihologiji mnogokrat izvirajo iz vsakdanje “psihologije”, ki se ji v znanstveni psihologiji reče tudi folk psihologija zato, da se jo razlikuje od izsledkov pridobljenih z eksperimentalnim preverjanjem preverljivih teorij. Koliko prostora naj bi znanstvena psihologija posvečala tovrstnim temam ostaja predmet diskusij, čeprav so nekatere najuspešnejše teorije posvečene prav vsakdanjim temam. 
Glede na predmetno področje in raziskovalne postopke ter praktične pristope k obravnavanemu predmetu se psihologi(ja) deli(jo) v več psiholoških področij in pristopov. Meje med njimi so mehke in se deloma prekrivajo (čeprav jih zainteresirane skupine in združenja ter nadzorna telesa skušajo narediti čim manj mehke in bolj oprijemljive). Večina poklicnih psihologov v praksi uporablja več kot le en pristop, kljub temu, da je vsak lahko specialist tudi le za eno področje dela in pristop.

#### Abecedno razvrščena predmetna področja (pristopi) sodobne psihologije
Abnormalna psihologija 
- Analitična psihologija 
- Anti-socialno vedenje (psihologija) 
- Aplikativna psihologija 
- Azijska psihologija 
- Biološka psihologija 
- Biopsihologija 
- Dinamična kognicija 
- Diskurzivna psihologija 
- Družben vpliv 
- Duševne motnje 
- Ekološka psihologija 
- Eksperimentalna psihologija 
- Ergonomija 
- Evolucijska psihologija 
- Fiziološka psihologija 
- Forenzična psihologija 
- Glasbena psihologija 
- Odločanje 
- Humanistična psihologija 
- Industrijska in organizacijska psihologija 
- Interakcija med človekom in računalnikom 
- Inženirska psihologija 
- jezik in usvajanje jezika 
- Klinična psihologija 
- Kognicija 
- Kognitivna nevroznanost 
- Kognitivna psihologija 
- Komparativna psihologija 
- Komunikacija 
- Konformnost (psihologija) 
- Kriminal 
- Kritična psihologija 
- Motivacija 
- Možgani in živčni sistem 
- Možganske poškodbe 
- Nevropsihologija 
- Občutki in Percepcija oz. zaznava 
- Osebnost 
- Otrokov razvoj 
- Pedagoška psihologija 
- Pogojevanje) 
- Politična psihologija 
- Popularna psihologija, samopomoč, in alternativna psihoterapija 
- Porazdeljena kognicija 
- Pozitivna psihologija 
- Pozornost 
- Pre- in perinatalna psihologija 
- Prometnapsihologija 
- Psihoanaliza 
- Psihofarmakologija 
- Psihofizika 
- Psihofiziologija 
- Psihologija individualnih razlik 
- Psihologija osebnosti
- Psihologija športa 
- Psihologija zdravja 
- Psihološka evaluacija 
- Raziskovalne metode 
- Psihološko testiranje 
- Psihometrika 
- Psihonomika 
- Psihopatologija 
- Psihoterapija 
- Psihoterapija, tudi specilizacija psihiatrov, ne le psihologov 
- Psihozgodovina 
- Razvojna psihologija 
- Rehabilitacija 
- Reinforcement 
- Reševanje problemov 
- Sklepanje in Odločanje 
- Skupinska dinamika 
- Socialna kognicija 
- Socialna psihologija 
- Socionika 
- Spolne vloge 
- Spomin 
- Stališča (psihologija) 
- Svetovalna psihologija 
- Teoretska psihologija 
- Transpersonalna psihologija 
- Umeščena kognicija 
- Utelešena kognicija 
- Učenje 
- Vedenjska eksperimentalna analiza 
- Behavioralna psihologija 
- Behavioralna psihologija 
- Vid 
- Zasvojenost 
- Zavest 
- Zaznavanje in prepoznavanje obrazov 
- Zaznavanje 
- Zdravstvena (medicinska) psihologija 
- Šolska psihologija 
- Čustva 
- Čutne zaznave 

#### Abecedno razvrščene sorodne vede
Analiza diskurza 
- Ekonomija in marketing 
- Etologija 
- Filozofija duha 
- Filozofija psihologije 
- Hipnoterapija 
- Jezikoslovje posebej Psiholingvistika 
- Kognitivna znanost 
- Kompleksni sistemi 
- Literatura, literarna teorija, and teorija literarne kritike 
- Nevro-lingvistično programiranje 
- Nevroznanost 
- Pedagogika 
- Psihofizika 
- Psiholingvistika 
- Psihologija religije 
- Psihometrika 
- Računalništvo 
- Sistemska teorija 
- Sociologija 
- Svetovanje 
- Teorija iger 
- Umetna inteligenca 
- Zgodovina 

### Tuja psihološka združenja
- American Psychological Association
- American Psychological Society
- British Psychological Society
- Buenos Aires Psychoanalytic Association
- Canadian Psychological Association

### Slovenska psihološka združenja
- Društvo psihologov Slovenije
- Zbornica kliničnih psihologov Slovenije